# Roeselia viduella
Roeselia viduella är en fjärilsart som beskrevs av Walker 1866. Roeselia viduella ingår i släktet Roeselia och familjen trågspinnare. Inga underarter finns listade.